# Victoria-The Lakes
Circonscription électorale provinciale du Canada
Victoria-The Lakes est une circonscription électorale provinciale de la province canadienne de la Nouvelle-Écosse qui élit un député à la Chambre d'Assemblée. 

## Liste des députés
|  | Keith Bain (en)     | Progressiste-conservateur | Depuis 2017 |
|  | Pam Eyking          | Libéral                   | 2013 - 2017 |
|  | Keith Bain (en)     | Progressiste-conservateur | 2009 - 2013 |
|  | Keith Bain (en)     | Progressiste-conservateur | 2006 - 2009 |
|  | Gerald Sampson (en) | Libéral                   | 2003 - 2006 |